# 비밀요원 터프퍼피
《비밀요원 터프퍼피》(秘密要員 터프퍼피, 영어: T.U.F.F Puppy)는 러프 드래프트 코리아, 예손 엔터테인먼트, 부치 하트맨이 제작한 미국의 텔레비전 애니메이션이다. 2010년 10월 2일에 《우주모험 플래닛 쉰》과 함께 니켈로디언에서 첫 방송되었으며 2015년 4월 4일에 종영했다.

## 줄거리
페트로폴리스 시를 악당들로부터 지키는 비밀조직 "터프", 평범한 개였던 두들리 퍼피가 터프의 요원이 되어 악당들과 싸우게 된다. 아이칼리에 출연한 제리 트레이너가 두들리 퍼피 역을 맡게 된다.

## 등장인물
- 두들리 퍼피

성우 : 제리 트레이너 / 강수진
주인공이자 평범한 개. 모습만 보면 진지할 것 같은데 날마다 기행을 일삼는 것이 일이다. 그 중 압권인 것은 엉덩이를 물어뜯는 희한한 버릇. 어쩌다가 터프에 들어와 비밀요원이 되었는데, 요원이 되고도 기행을 멈추지 못하는 것은 물론이요 다 성공할 뻔한 일을 말아먹은 적이 한두 번이 아니다.
- 키티 캐츠웰

성우 : 그레이 딜라일 / 이선
터프의 우수한 고양이 요원. 본작의 유일한 히로인. 모든 등장인물 중 가장 개그가 적고 진지한 캐릭터지만, 그 진지함이 지나쳐서 진지바보의 모습을 자주 보여준다. 어느 에피소드에서는 깜짝 생일파티를 하려고 준비 중이던 같은 팀을 일원을 전부 개발살내기도 했다.
- 키즈위크 (키즈윅)

성우 : 제프 베넷 / 박영재
터프의 천재적인 과학자. 동물이긴 한데 어떤 종류인지 알 수가 없다. 두들리와 키티를 서포트해주며, 말을 잘 더듬는다.
- 치프

성우 : 다란 노리스 / 노민
조직의 총책임자인 벼룩. 너무 작아서 항상 확대된 영상으로 봐야하며, 쩌렁쩌렁한 목소리로 모든 요원에게 지시를 내려준다. 본명은 Herbert Dumbrowski이다.
- 스냅트랩

성우 : 매디 테일러 / 유해무
악의 조직 둠의 책임자. 생쥐임에도 불구하고 치즈 알레르기가 있다. 또한 난독증 증세를 보인다.
- 래리

성우 : 제프 베넷 / 정훈석
스냅트랩의 부하이자, 남동생 같은 존재인물.
- 카멜레온

성우 : 다란 노리스 / 홍진욱
어떤 모습으로든 변신이 가능한 악당.
- 버드 브레인

성우 : 롭 폴슨 / 홍진욱
커다란 머리를 지닌 천재적인 악당.
- 페그 퍼피

성우 : 레슬리 커라러 루돌프 / 정현경
두들리 퍼피의 엄마. 두들리를 끔찍하게 아끼는 까닭에 아들이 비밀요원이 되는 것이 걱정되지만, 두들리를 믿는 만큼 성공 또는 자상한 엄마.

## 에피소드
- 시즌 1 : 2010년 10월 2일 ~ 2012년 5월 27일
- 시즌 2 : 2012년 5월 13일 ~ 2013년 8월 9일, 2013년 10월 20일 ~ 2014년 5월 17일
- 시즌 3 : 2014년 7월 26일 ~ 2015년 4월 4일